# Paititi
Paititi legendás, elveszett inka város. Állítólag az Andoktól keletre fekszik valahol Délkelet-Peru és Észak-Bolívia, vagy Délnyugat-Brazília távoli esőerdejeinek mélyén. 
Paititi legendája Inkarri inka hős körül forog, aki, miután megalapította Q’ero és Cuzco városát, visszavonult, hogy pihenhessen Paititiben. Más legendák szerint Paititi menedékhely az inkáknak valahol Bolívia és Brazília határánál.

## Kutatások
2001-ben Mario Polia olasz archeológus talált egy riportot Andres Lopez-szel egy római jezsuita archívumban. A dokumentum 1600 körül íródott, és Lopez egy hatalmas várost írt le benne, teli arannyal, ezüsttel és drágakövekkel, amely valahol a trópusi dzsungel közepén fekszik és az őslakosok Paititinek nevezik. Lopez megmutatta a pápának, de a Vatikán titokban tartotta a város helyét. Lopez maga sosem ért el Paititibe, csupán az őslakosoktól hallotta.
Sok történelmi forrás megemlíti a várost a gyarmati idők során (16-18. század), annak valószínűsíthető helyével és különböző expedíciókkal. Ezen dokumentumok közül kitűnik Juan Álvarez Maldonado (1570), Gregorio Bolívar (1621), Juan Recio de León (1623-27), Juan de Ojeda (1676) és Diego de Eguiluz (1696) dokumentációja.
2007 decemberében Kimbiri város lakói magas falakra hasonlító hatalmas kőstruktúrát találtak, amely közel 40 000 négyzetméteres teret fogott közbe. Manco Pata erődnek nevezték el. Később kutatók a perui kormánytól azt állították, hogy ez lehet Paititi egyik városrésze. A kőstruktúrákat természetes formájú homokkőként írták le. Később turistahely lett.

## Fordítás
Ez a szócikk részben vagy egészben  a   Paititi című angol Wikipédia-szócikk ezen változatának fordításán alapul.  Az eredeti cikk szerkesztőit annak laptörténete sorolja fel. Ez a jelzés csupán a megfogalmazás eredetét és a szerzői jogokat jelzi, nem szolgál a cikkben szereplő információk forrásmegjelöléseként.